# Haubi Songs
Haubi Songs ist das zwölfte Album von Züri West und erschien am 12. Januar 2008.

## Titelliste
1. 05:55 - 3:28
2. Fische versänke – 3:30
3. Ei einzigi Sekunde – 3:57
4. Haubi Songs – 2:59
5. Johnny & Mary – 3:40
6. Schiff im Sand – 4:03
7. 26 Schtung oder zwe – 3:57
8. Vo Tier u vo berüehmte Mönsche – 4:28
9. Krieg & Frieda (Havarie I) – 3:30
10. Es Blatt im Wind – 4:56
11. Schpinnele okay – 4:40
12. Chinasky – 3:07

Wenn nicht anders erwähnt, sind die Songtexte von Kuno Lauener geschrieben und von der Band komponiert, gespielt und gesungen.

### 05:55
Dieses Lied ist eine Hommage an das gleichnamige Album von Charlotte Gainsbourg.

### Fische versänke
Fische versänke erschien vor dem Album als Single und war als Adventskalender aufgemacht.
Inhaltlich geht es um eine Person die grübelt, statt sich dem Problem zu stellen.

### Haubi Songs
Der namensgebende Song handelt von unvollendeten Werken und steht damit in der Tradition der früheren Züri-West-Songs wie  "nüt als nacht" (Hoover Jam).

### Johnny & Mary
Text und Musik wurde von Robert Palmer geschrieben und von Kuno Launer adaptiert.

### Schiff im Sand
Die Idee und die erste Textfassung von «Schiff im Sand» stammt von Jürg Halter. Die Endgültige Fassung entstand dann in Zusammenarbeit mit Kuno Launer.

### 26 Schtung oder zwe
Der Song handelt laut Aussage des Songschreibers Kuno Launer von einer Kopfreise durch die Nacht. Die erste Zeile sowie der Refrain stammen aus Kenny Rogers’ Lied "Just Dropped In (To See What Condition My Condition Was In)", der im Film The Big Lebowski vorkommt, während das gesamte Lied eine Collage mehrerer Werke darstellt (unter anderem auch Schlangelädergurt von Polo Hofer).

### Vo Tier u vo berüehmte Mönsche
Im Song „Vo Tier u vo berüehmte Mönsche“ singt Kuno von Masken, welche es nur von Tieren und berühmte Menschen gebe – aus Sicht einer Person, die nur ihre Arbeit habe, und sich doch wenigstens so eine berühmte Maske wünsche.

### Es Blatt im Wind
Wie auf jedem Züri-West-Album gibt es auch mit "Es Blatt im Wind" einen gecoverten Song. Dies mal war es «Es Blatt im Wind» von Polo Hofer bzw. Rumpelstilz aus dem Album «Füüf Narre im Charre».
Dieser Song war ursprünglich auf einem Tribute-Album für Polo Hofer.

### Schpinnele okay
Dieser Song handelt von Gastfreundschaft und richtet sich gegen Vorurteile. Der Song ist sowohl von der Tracklist als auch vom Stil der letzte Song dieses Albums.
Auf diesen Song wird mehrfach durch die Abbildung einer Spinne Bezug genommen – gross im Booklet, klein auf dem Rückcover und als Anfangsanimation auf der Website der Band.

### Chinasky
Chinasky ist der Hidden Track auf dieser CD. Der Text ist leichter und hoffnungsvoller als der Rest des Albums und ist deshalb zeitlich abgesetzt. Wie bei Hidden Tracks üblich, findet sich der Text nicht im Booklet.
Auf dem neueren Album HomeRekords finden sich zwei weitere Versionen des Songs.

## Zusammenhang mit Voralbum
Aloha from Züri West war eher luftig, locker und hatte auch Themen wie Raumfahrt während Haubi Songs eher maritim, schwermütig und melancholisch ist.

## Aufmachung

### Titelbild
Das Titelbild zeigt zwei Schwinger beim Kampf.
Das Bild lässt sich vielfältig interpretieren, zum Beispiel als das Ringen um die fertige Version, aber auch wenn man den Titel dazu nimmt als "haubi Songs vo ganze Kerle" (halbe Songs von ganzen Kerlen).

### Gestaltung der CD
Im Kontrast zum schwarzweissen Cover steht die CD, die das Foto eines exotischen Fisches in einer Unterwasserumgebung zeigt.

### Booklet
Das Booklet beinhaltet Schwarzweissskizzen, welche die Titel illustrieren und die Handlung in Bern ansiedeln. Bei «05:55» ist zum Beispiel ein Bus der Buslinie 12 nach Wankdorf abgebildet, womit auch Bezug auf die Songzeile «u me gört dr zwöit 12er cho» genommen wird. Das einzige Foto im Booklet, das auch Tourwerbung verwendet wurde, zeigt die Band am Hafen von Tunis.

## Erfolge
Die vorab veröffentlichte Single «Fische versänke» erreichte für eine Woche Platz 5 der Schweizer Singlecharts. Das Album erreichte Platz 1 der Schweizer Albumcharts und wurde 2008 mit Platin ausgezeichnet. Das Lied Johnny & Mary erreichte alleine durch Downloads Platz 44 der Schweizer Singlecharts.
Obwohl die Songs eher schwer und melancholisch und damit eigentlich wenig Radio kompatibel sind, erreichte der Song «Fische versänke» im Januar 2008 dennoch (innerhalb der Schweizer Werke) Platz 1 der Radiocharts. und mit Platz 4 für «Johnny & Mary» im März hohe Airplay Werte.
Im Februar 2009 wurde das Album mit dem Swiss Music Award als Best Album Pop/Rock National ausgezeichnet.